# Тепловое движение
Теплово́е движе́ние — процесс хаотичного (беспорядочного) движения частиц, образующих вещество. Чем выше температура, тем больше скорость движения частиц. Чаще всего рассматривается тепловое движение атомов и молекул. 
Характерная скорость теплового движения частицы может быть выведена из распределения Максвелла.
Хаотичность — важнейшая черта теплового движения. Важнейшими доказательствами существования движения молекул являются броуновское движение и диффузия.